# Venta Icenorum

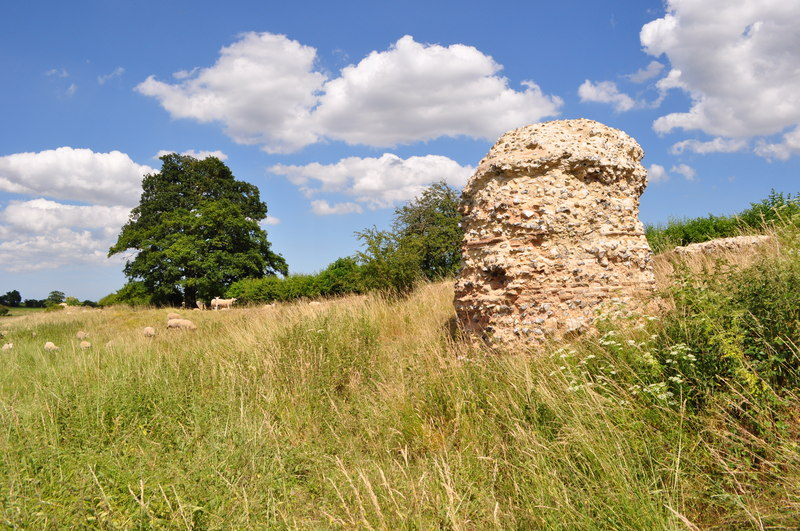
Restos de uno de los bastiones de la muralla. Mide unos 7 metros de altura.

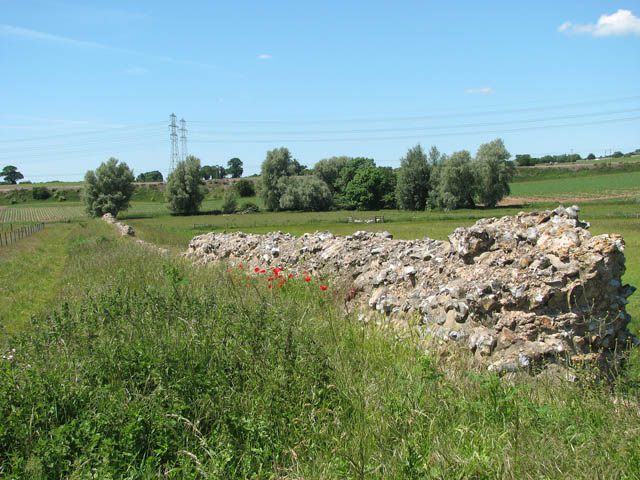
Restos de la muralla de Venta Icenorum.

Venta Icenorum (el mercado de los Iceni) es uno de los tres yacimientos de la Britania Romana aún sin excavar por completo en Gran Bretaña. Dado que el lugar es prácticamente intacto, al no haber sido cubierto por otras construcciones posteriores, tiene gran importancia.

## Historia
Ubicada en pleno centro del territorio de los icenos, y catalogada como una civitas de los icenos por Ptolomeo en su Cartografía, es mencionada también en la Cosmographia de Rávena y en el Iter Britanniarum del Itinerarium Antonini Augusti: se encuentra al final de la calzada romana IX que va directamente desde Londinium (Londres) pasando por otra ciudad romanobritánica muy importante, Camulodunum, el actual Colchester.
El yacimiento, en las orillas del río Tas cerca del pueblo actual de Caister St Edmunds, cerca de Norwich, en Norfolk, Inglaterra, fue descubierto en julio de 1928 cuando unas fotografías aéreas tomadas de la zona desde un avión de la RAF revelaron el trazado de las calles romanas. Las fotos fueron publicadas en la portada de The Times el 4 de marzo de 1929.
La hipótesis principal es que se trata de una población romana construida sobre los restos de una población importante de los icenos que fue destruido tras la rebelión fallida de Boudica entre los años 60 y 61 d. C. Asimismo, se baraja la posibilidad de que la propia población icena fuera construida sobre asentamientos más antiguos.
Se ha localizado ya el forum, la basílica, al menos dos templos y unos baños, la red de abastecimiento de agua y lo que podría ser el teatro.

## Otros hallazgos en la zona
Por otra parte, fotos aéreas tomadas de la zona en 2007 revelaron la existencia de una extraña construcción, posiblemente un templo del siglo III, a kilómetro y medio de distancia del yacimiento principal.
Asimismo, se está realizando otras excavaciones en la zona en las que han descubierto más restos romanos y restos del Neolítico, la Edad de Bronce y la Edad de Hierro.